# Brüggener Mühle (Kerpen)

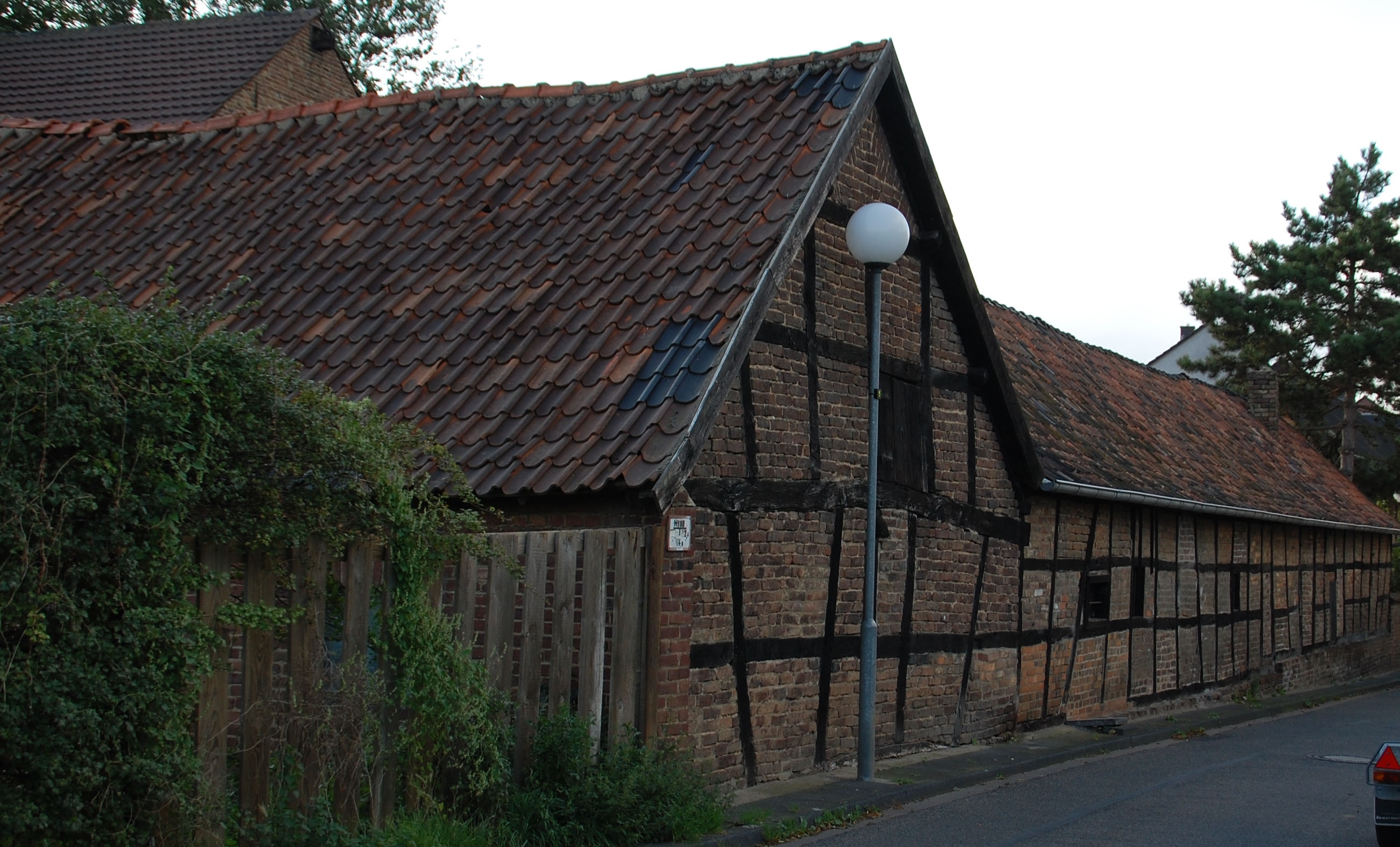
Brüggener Mühle

Die Brüggener Mühle ist eine ehemalige Wassermühle im Ortsteil Brüggen der großen kreisangehörigen Stadt Kerpen im Rhein-Erft-Kreis in Nordrhein-Westfalen.

## Geschichte
Ende des 13. Jahrhunderts wurde die Brüggener Mühle erstmals erwähnt. Bis zum Ende des Heiligen Römischen Reichs gehörte sie dem Stift Dietkirchen bei Bonn. Die Familie Körfgen pachtete sie seit dem 17. Jahrhundert. 1837 wurde Peter Körfgen Eigentümer der Mühle. Seine Witwe, die Müllerin Anna Maria Trimborn, übernahm 1846 die Mühlenleitung.
1891 stellte Jacob Peil als erster Kerpener Müller einen Antrag zum Einbau einer Turbine, um damit die Wasserkraft wesentlich besser ausnutzen zu können als mit einem herkömmlichen Wasserrad. Da in der damaligen Zeit nur große Mühlenanlagen mit Turbinen betrieben wurden, galt dieser Vorstoß von Jacob Peil als fortschrittlich. 1903 ging die Mühle in seinen Besitz über.
Um 1950 war die Brüggener Mühle noch in Betrieb und wurde später stillgelegt.

## Beschreibung
Der unmittelbar am Erftmühlenbach gelegene ehemalige Mühlenkomplex ist aus Fachwerk mit ausgeziegelten Gefachen und aus Backsteinmauerwerk errichtet. Er besteht aus einem vierflügeligen und einem vorgelagerten zweiflügeligen Teil. Eine Hofmauer verbindet beide Teile miteinander. Unmittelbar an der Mühlengasse im Südosten der Hofanlage befinden sich zwei eingeschossige Wirtschafts-Gebäudeflügel mit anschließendem Fachwerkwohnhaus und moderneren hohen Backsteintrakten. In einem großen Garten sind noch Reste eines Backsteingebäudes mit viereckigem Schornstein zu finden.

## Denkmalschutz
Die Brüggener Mühle wurde am 11. Dezember 2002 unter der Nummer 219 in die Liste der Baudenkmäler in Brüggen (Kerpen) eingetragen.